# 最後忍道
《最後忍道》是日本Irem開發，在1988年推出的橫向捲軸動作遊戲。因為濃濃日本畫風和華麗忍術使用的場景，所以是當時街機風潮之作，
1990年移植PC Engine，1993年移植Game Boy。